# Michail Alexandrowitsch Kriwoglas
Michail Alexandrowitsch Kriwoglas (russisch Михаи́л Алекса́ндрович Кривогла́з/ ukrainisch Михайло Олександрович Кривоглаз Mychailo Oleksandrowytsch Krywohlas; * 18. Mai 1929 in Kiew, Ukrainische SSR; † 30. Juni 1988 ebenda) war ein sowjetischer Theoretischer Physiker und Festkörperphysiker.

## Leben
Als zu Beginn des Deutsch-Sowjetischen Krieges der Vater Alexander Kriwoglas die Einberufung zur Roten Armee erhielt, wurde die Mutter mit den Kindern in das Dorf Bogdanowka in der Oblast Tschkalow evakuiert. 1944 kehrte die Familie nach Kiew zurück, und Michail Kriwoglas beendete seine Schulzeit 1945 in der dortigen Schule Nr. 25. Anschließend begann er das Physik-Studium an der Universität Kiew, das er 1950 abschloss.
Nach dem Studium arbeitete Kriwoglas kurz als Physik-Dozent am Kiewer Schiffbau-Technikum. 1951 wurde er als Ingenieur im 1945 gegründeten Laboratorium für Metallphysik der Akademie der Wissenschaften der Ukrainischen Sozialistischen Sowjetrepublik (AN-USSR) eingestellt, das 1954 das Institut für Metallphysik wurde (seit 1996 Kurdjumow-Institut für Metallphysik). Dort verbrachte er sein weiteres wissenschaftliches Leben. Sein Lehrer für die Theoretische Physik war Solomon Pekar. 1954 verteidigte er erfolgreich seine Kandidat-Dissertation und ebenso 1962 seine Doktor-Dissertation. Unter seiner Führung wurde 1964 die Abteilung für die Theorie der nicht-idealen Kristalle gegründet, die er bis zu seinem Tode 1988 leitete. 1986 erhielt er den  Fjodorow-Preis der Akademie der Wissenschaften der UdSSR (AN-UdSSR) für die Arbeiten zur Röntgenstrahlen-, Elektronen- und Neutronen-Beugung in idealen und realen Kristallen.
1978 wurde Kriwoglas Korrespondierendes Mitglied der AN-USSR. Er war Mitglied der Festkörperphysik-Sektion des wissenschaftlichen Rates für Probleme der Festkörperphysik der AN-UdSSR und des Koordinierungsrates für Festkörperphysik der AN-USSR. Er war Mitherausgeber der Fachzeitschriften Metallphysik und Metallkunde, Festkörperphysik und der internationalen Zeitschrift Kristalldefekte. Viele Jahre leitete er das Philosophische Seminar.

## Ehrungen
- Staatspreis der UdSSR (1978 und 1988)